# Конгресс производственных профсоюзов США
Конгресс производственных профсоюзов США (КПП, англ. Congress of Industrial Organizations — CIO) — созданная по предложению Джона Л. Льюиса в 1928 году федерация профсоюзов, объединявшая индустриальных рабочих Соединённых Штатов и Канады с 1935 по 1955 год. Конгресс занимал более левые позиции, чем консервативная во многих вопросах Американская федерация труда, и слился с ней в АФТ-КПП (AFL-CIO) в декабре 1955 года.
Во времена «Великой депрессии» бюрократическое руководство АФТ оказалось неспособно эффективно защищать права рабочих; при этом такие радикальные левые организации, как троцкистская Коммунистическая лига Америки, Коммунистическая партия США и Американская рабочая партия, провели в 1934 году резонансные забастовки водителей грузовиков в Миннеаполисе, моряков Западного побережья и рабочих Auto-Lite в Толидо соответственно. За созданием КПП стояли преимущественно профсоюзы, ориентировавшиеся на левых.
Конгресс был основан под названием Комитет производственных профсоюзов (Committee for Industrial Organization) 9 ноября 1935 года из восьми международных профсоюзов, входящих в Американскую федерацию труда. Конгресс объявил, что призван поощрять АФТ организовать рабочих в промышленных отраслях массового производства в производственные профсоюзы. Конгрессу не удалось изменить политику АФТ изнутри, и 10 сентября 1936 года, АФТ исключила все десять профсоюзов конгресса (ещё два присоединилась к нему в 1935 году), объявив о приостановлении их работы. В 1938 году эти союзы сформировали Конгресс производственных профсоюзов в качестве конкурента Федерации труда. И Конгресс, и его соперник АФТ быстро росли в сложных социально-экономических условиях, в которых находился рабочий класс. Соперничество за господство шло ожесточенно, а иногда и агрессивно. Конгресс активно поддерживал «Новый курс» Франклина Д. Рузвельта и был открыт для членства афроамериканцев.
Закон Тафта-Хартли 1947 года потребовал от профсоюзных лидеров поклясться, что они не коммунисты. Однако многие лидеры Конгресса отказались подчиниться этому требованию, позже признанному неконституционным. В 1949 году КПП вышел из просоветской Всемирной федерации профсоюзов, в которую он входил с 1945 года.